# 小行星8166
小行星8166（8166 Buczynski）是一颗绕太阳运转的小行星，为主小行星带小行星。该小行星于1991年1月12日发现。

## 轨道参数
小行星8166的轨道半长轴为2.3962013 UA，离心率为0.140。